# Walter Daust
Walter Daust (* 23. April 1901 in Gelsenkirchen; † 10. Februar 1963 in Hamburg) war ein deutscher Chirurg und Gynäkologe in Shanghai.

## Leben
Daust war Sohn des Knappschaftsarztes Ernst Daust. Er studierte Vorklinik an der Philipps-Universität Marburg und der Westfälischen Wilhelms-Universität. 1920 im Corps Teutonia zu Marburg recipiert, wurde er 1921 auch im Kartellcorps Rheno-Guestphalia aktiv. Als Inaktiver wechselte er an die Ludwig-Maximilians-Universität München und die Albert-Ludwigs-Universität Freiburg. 1925 wurde er nach dem Staatsexamen zum Dr. med. promoviert. Daust trat zum 1. Mai 1933 der NSDAP bei (Mitgliedsnummer 3.035.837). In Hamburg wurde er 1937 Facharzt für Chirurgie und Gynäkologie. Er wanderte im selben Jahr nach China aus und betrieb in Kanton eine Praxis für Chirurgie und Frauenkrankheiten. Seit 1939 in Shanghai, war er 1940–1944 auch Ärztlicher Direktor des nach Erich Paulun benannten Hospitals. Zugleich war er an der Shanghai-Universität und der Deutschen Medizinschule für Chinesen in Shanghai Professor für Chirurgie. Als zuvor stellvertretender Obmann des NS-Ärztebundes in Shanghai war er 1945/46 zunächst  interniert. Anschließend betrieb er wieder eine Praxis in Shanghai. 1952 aus der Volksrepublik China ausgewiesen, lebte er bis zu seinem Tod im Alter von 62 Jahren in Hamburg. Aus der 1934 geschlossenen Ehe mit Martha Dekker ging eine Tochter hervor.